# لكوبل
لكوبل هي سلسلة كوميدية مغربية من إخراج أمير الرواني سنة 2013 و2014، وبطولة كل من حسن الفد، دنيا بوطازوت، هيثم مفتاح، سميرة هشيكة، وغيرهم. تم عرض موسمه الأول في رمضان 2013. فيما تم عرض موسمه الثاني في رمضان 2014 على القناة الثانية.

## القصة
يتناول المسلسل حياة زوجان في الستينات من عمرهما في الريف المغربي ويبين جدالهم ومناقشاتهم الفكاهية عن المواقف التي تواجههم في يومياتهم.

## النجاح
مع أن الحلقة الواحدة لم يتعدى وقتها الثلاث دقائق ولكنه حقق نجاحا باهرا في المغرب وصل إلى 6 ملايين مشاهد للحلقة وأكثر من 50 بالمائة من المشاهدين المغاربة في عرضه الأول في رمضان 1434 هجرية.

## الممثلون
| الممثل       | الدور          |
| ------------ | -------------- |
| حسن الفد     | كبور           |
| دنيا بوطازوت | الشعيبية       |
| هيثم مفتاح   | لحبيب          |
| سميرة هشيكة  | زهرة ابنة كبور |

## وصلات خارجية
- لكوبل على موقع قاعدة بيانات الأفلام العربية